# Матануска (ледник)
Матануска (англ. Matanuska Glacier) — ледник на Аляске. Официальное наименование настоящего ледника дано в 1898 году Томасом Меденхоллом по наименованию одноимённой реки.
Ледник расположен в долине в Чугачских горах на территории боро Матануска-Суситна. Размеры ледника — примерно 43 км X 6 км. Наблюдения последних 30 лет показали, что площадь уменьшилась. Ледник двигается со скоростью около 30 см в день. Летом температура у ледника может превышать +20 °C.
Граница ледника является истоком одноимённой реки.
Матануска интересен тем, что это крупнейший из ледников США, к которому можно подъехать на автомобиле.